# Oesch’s die Dritten
 (novembre 2022).
Si vous disposez d'ouvrages ou d'articles de référence ou si vous connaissez des sites web de qualité traitant du thème abordé ici, merci de compléter l'article en donnant les références utiles à sa vérifiabilité et en les liant à la section « Notes et références ».
Oesch's die Dritten est un groupe suisse de pop, schlager et musique folklorique, originaire de Unterlangenegg, dans le canton de Berne. Il se compose de Hansueli et Annemarie Oesch, leurs enfants, Melanie, Kevin et Mike et l'accordéoniste Urs Meier.

## Histoire
La tradition commence avec le trio de musique folklorique du grand-père Hans Oesch avec son fils Hansueli et la femme de ce dernier, Annemarie. Puis Hansueli et Annemarie continuent en duo. Les enfants Melanie, Kevin et Mike se mettent eux aussi à la musique dans les années 1990, s'appelant la troisième génération et tous ensemble ils forment Oesch's die Dritten, les troisièmes Oesch.
Fin des années 1990, le groupe fait ses premières apparitions à la télévision suisse et enregistre un premier CD. En 2001, ils font quelques dates aux États-Unis, à Los Angeles, San Diego et Phoenix.
Ils deviennent populaire en 2007 dans les pays germanophones en représentant la Suisse au concours pour les nouveaux musiciens lors du spectacle Musikantenstadl, qu'ils remportent très largement. Dès lors, le groupe participe à de nombreux festivals et émissions télé de musique folklorique, notamment aux Coups de cœur d'Alain Morisod sur la RTS Un. Fin 2007, leur troisième album Jodelzauber est présent plusieurs mois dans les meilleures ventes de disque en Suisse et devient disque de platine. Ils remportent en avril 2009 le Prix Walo (de) du public.
Un an après, l'album Frech-frisch-jodlerisch se vend plus vite. En octobre 2008, la chanson Ku-Ku Jodel gagne dans l'émission de SF1, Die grössten Schweizer Hits, les plus grands hits suisses, dans la catégorie musiques folkloriques et du monde puis la finale des chansons toutes catégories. La chanson yodel se place aussitôt dans les charts suisses.

## Membres
- Hansueli Oesch, né le 14 juillet 1958, est employé des postes et joue du schwyzerörgeli, un accordéon folklorique suisse.
- Annemarie Oesch, née le 8 février 1963, est infirmière et choriste dans le groupe.
- Melanie Oesch est la chanteuse du groupe. Née le 14 décembre 1987, elle grandit près de Thoune, où elle prend des cours de musique.
- Mike Oesch, né le 14 janvier 1989, joue de la guitare basse électrique. Il est employé de commerce de formation[3] et ancien skieur de compétition[1].
- Kevin Oesch, né le 23 octobre 1990, joue de la guitare acoustique. Il est installateur chauffagiste de formation[3].
- Urs Meier, né le 14 novembre 1980, qui a rejoint le groupe en 2011 où il joue de l'accordéon. Il est constructeur-réparateur d'accordéons[3].

## Discographie
En septembre 2021, le groupe totalisait sept albums d'or, deux de platine et un double platine.

### Albums studio
- 1998 : Mit neuem Power (Trio Oesch et Oesch’s die Dritten
- 2003 : SMS – Schweizer–Music–Sowieso
- 2007 : Jodelzauber
- 2008 : Frech–frisch–jodlerisch
- 2009 : Volksmusik ist international
- 2009 :  Winterpracht
- 2011 : Jodel-Time
- 2012 : Unser Regenbogen
- 2013 : Unsere grössten Hits (album live)
- 2014 : Wurzeln und Flügel

### Singles
- 2007 : Ku-Ku Jodel (28e des charts suisses)[5]
- 2008 : Die Jodelsprache